# Moszkva uszoda

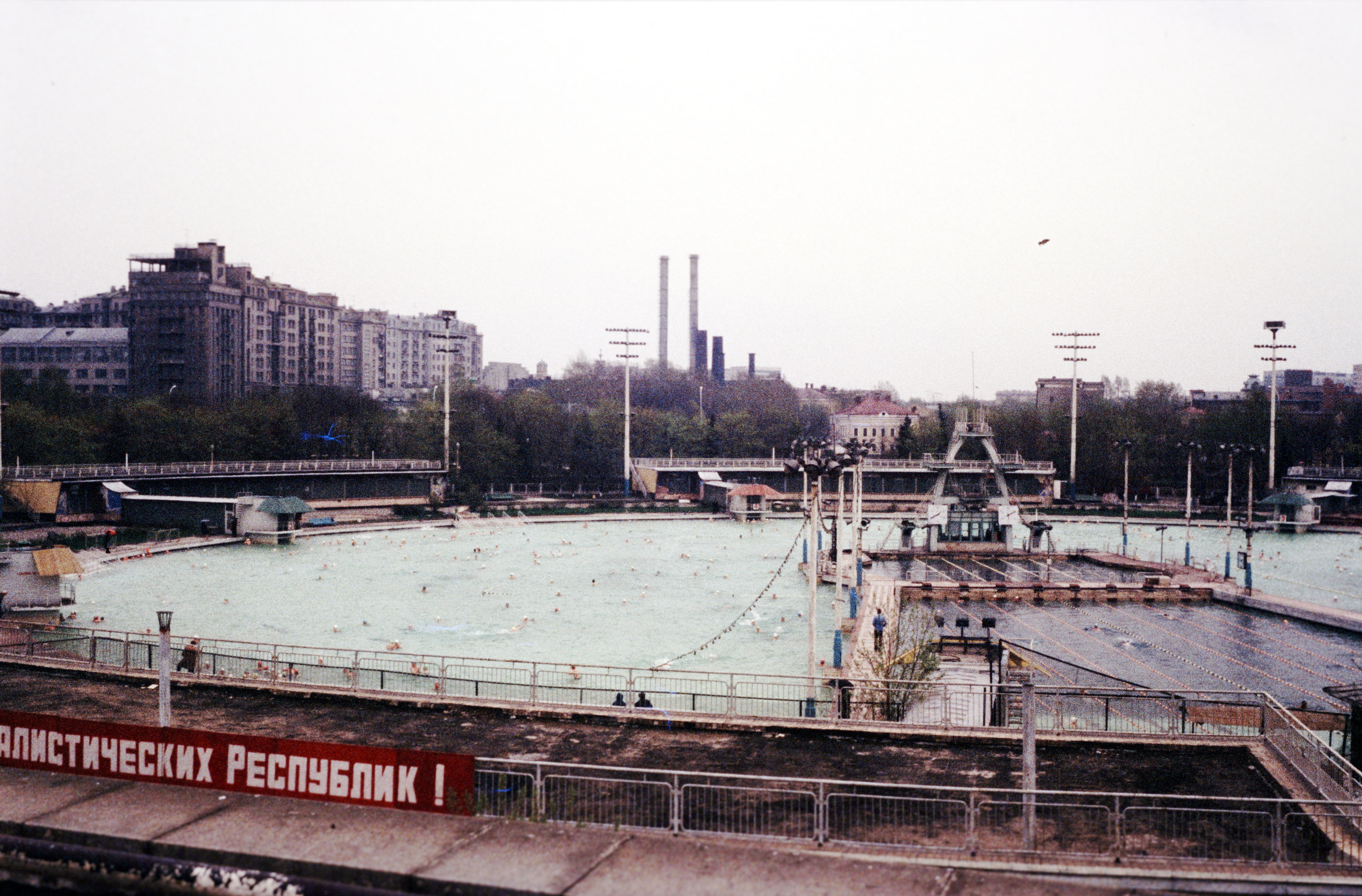
1980-ban

A moszkvai Moszkva uszoda (Бассейн Москва) egykor a világ legnagyobb kültéri uszodája volt. 1958-ban a Szovjetek palotája tervezett helyén, az épület alapjaira épült. Tervezője Dimitrij Csecsulin volt.
A Szovjetek palotájának építése 1937-ben kezdődött, de az 1941-es német megszállás miatt félbehagyták, és később sohasem folytatták, az addig felépített acélvázat 1941–1942-ben visszabontották, hogy erődítményekhez és hidakhoz használják fel. Az építkezés a második világháború után nem folytatódott, 1958-ban a tervezett épület alapját egy szabadtéri uszodává alakították, mely 1958-1994 között működött.

## Az uszoda
Az egyedi, kör alakú medence átmérője 129,5 méter, területe 13 ezer négyzetméter, térfogata 25 ezer köbméter volt. Az uszoda naponta 25 ezer látogató befogadására volt képes. Működése első tíz évében 24 millió ember látogatott el az uszodába.
Az uszoda egész évben működött, még mínusz 20 fokos külső hőmérséklet esetén is fogadta a látogatókat. A vízhőmérsékletet egy mesterséges fűtőrendszer szabályozta: a víz hőfoka nem csökkent nyáron 18 °C és télen 22 °C alá. A hideg évszakokban az uszoda vizének hőmérsékletét 32-34 °C-ig növelték. Biztonsági okokból az uszodát csak -20 °C-ig lehetett használni, mert a medencéből kiáramló vízpára olyan sűrű volt, hogy életmentő személyzet már nem látta a fürdőzőket. A hatalmas vízfelület párolgása a környező épületek korrodálódásához vezetett.
A víz a város vízvezetékrendszeréből került az uszodába és egy kazánházban melegítették fel a szükséges hőmérsékletre, majd szűrték és klórozták. A létesítményben volt egy laboratórium, itt ellenőrizték a víz minőségét.
A vízfelület több szekcióra volt bontva: volt benne nyolc sávos úszópálya, 10 méter magas műugró-platform, valamint rekreációs rész, ahol úszóoktatás, szinkronúszó és vízilabda edzéseket tartottak. A komplexum fürdő és szaunarészleggel is rendelkezett. A medence mellett 11 méter széles partot alakítottak ki, amelyet tengeri kaviccsal töltöttek fel. Fákkal és padokkal gondoskodtak a látogatók kényelméről. Itt helyezkedtek el a sekély gyermekmedencék is. A medence mélysége eredetileg 4 méter volt, de az egyre szaporodó vízbefulladások miatt a medence fenekét feltöltötték és lebetonozták, így az új mélység már csak 1,85 méter lett.

## Bezárása
A moszkvai közvélemény nem nézte jó szemmel, hogy az uszodát egy megsemmisült kulturális örökség (a Megváltó Krisztus-székesegyház) helyszínén építették meg. Ezt az elégedetlenséget fejezte ki az elterjedt „Сперва был храм, потом — хлам, а теперь — срам” mondás, mely magyarul így hangzik: „Először templom volt [a székesegyház], aztán szemét [a meg nem épült szovjetek palotája], most pedig szégyen [a medence]”.
1988 áprilisában mozgalom indult a Megváltó Krisztus-székesegyház újraépítésére. A szovjet rendszer bukásával, 1990 februárjában az orosz ortodox egyház engedélyt kapott a székesegyház újjáépítésére. Az ideiglenes alapkövet már az 1990-es év végén lerakták. Az elkészült Megváltó Krisztus katedrálist Jézus megdicsőülésének napján, 2000. augusztus 19-én szentelték fel.